# Municipio de Hidalgo (Michoacán)
El municipio de Hidalgo es uno de los ciento trece municipios que conforman el estado mexicano de Michoacán. Su cabecera municipal es Ciudad Hidalgo. El municipio se encuentra en la región socioeconómica Oriente, al noreste del estado.

## Geografía
El municipio limita al norte con los municipios de Zinapécuaro y Maravatío; al este con los municipios de Irimbo, Tuxpan y Jungapeo; al sur con los municipios de Tuzantla y Tzitzio; y al oeste con el municipio de Queréndaro.
La superficie del municipio es recorrida por el Eje Neovolcánico, que en el norte del municipio tiene una notable región geotérmica: «Los Azufres», la cual también es de gran atractivo turístico, y donde se encuentra el volcán San Andrés. Al sureste de Ciudad Hidalgo se encuentran altas y escarpadas montañas y una serie de pequeños pueblos como El Caracol, San Antonio, Huajumbaro, Pucuato y su presa, Sabaneta y Mata de Pinos.
Dentro de los límites del municipio está emplazada parte del Parque nacional Cerro de Garnica.

## Clima
Según la clasificación climática de Köppen el clima de Hidalgo corresponde a la categoría Cwb, (templado subhúmedo de montaña con invierno seco y verano suave).
En el municipio también hay zonas cársticas, como las Grutas de Tziranda.

### Hidrografía
El municipio forma parte de la cuenca del río Balsas. Los ríos principales son: Taximaroa, Agostitlán y Turundeo.

## Demografía
La población total del municipio de Hidalgo es de 125 712 habitantes, lo que representa un crecimiento promedio de 0.68 % anual en el período 2010-2020 sobre la base de los 117 620 habitantes registrados en el censo anterior. Al año 2020 la densidad del municipio era de 109,9 hab/km².
| Gráfica de evolución demográfica de Municipio de Hidalgo entre 2000 y 2020 |
|                                                                            |
| Fuente: Instituto Nacional de Estadística Geografía e Informática          |

En el año 2010 estaba clasificado como un municipio de grado medio de vulnerabilidad social, con el 17.28 % de su población en estado de pobreza extrema.
La población del municipio está mayoritariamente alfabetizada (10.36 % de personas analfabetas al año 2010) con un grado de escolarización en torno de los 7 años. Solo el  0.35 % de la población se reconoce como indígena.

### Localidades
En el censo de 2020 el municipio de Hidalgo contaba con 247 localidades.
| Código INEGI      | Localidad                      | Población (2020) |
| ----------------- | ------------------------------ | ---------------- |
| 160340001         | Ciudad Hidalgo                 | 71 528           |
| 160340041         | San Bartolo Cuitareo           | 6 049            |
| 160340130         | San Matías Grande              | 5 164            |
| 160340003         | Agostitlán                     | 4 391            |
| 160340122         | San Antonio Villalongín        | 2 461            |
| 160340133         | San Pedro Jácuaro              | 2 219            |
| 160340009         | San Isidro Alta Huerta         | 2 039            |
| 160340055         | Huajúmbaro                     | 1 743            |
| 160340128         | San Lucas Huarirapeo           | 1 594            |
| 160340373         | Tierras Coloradas de San Pedro | 1 161            |
| 160340547         | Tembendado                     | 1 084            |
| Otras localidades | Otras localidades              | 26 279           |
| Total municipal   | Total municipal                | 125 712          |

## Cultura

### Arquitectura
En el municipio de Hidalgo se encuentran edificios correspondientes al barroco. Sobresalen los templos de San José y el santuario de la Inmaculada Concepción. En la esquina suroeste de dicha plaza se encuentra la casa donde «el prócer de esta gran nación», don Miguel Hidalgo y Costilla, realizaba tertulias y reuniones de carácter intelectual con los vecinos de Taximaroa. En Ciudad Hidalgo se encuentra la Iglesia del Perpetuo Socorro, obra del arquitecto Carlos Mijares Bracho, construida entre 1969-1984.

### Eventos sociales
- Feria de la conserva
- Expo Feria Taximaroa, también conocida como Feria de todos los santos

## Economía
La principal actividad del municipio es la explotación forestal, que constituye la base de la economía de las localidades más importantes. Sobre la base del número de unidades, los sectores económicos más dinámicos son el comercio minorista, la elaboración de productos manufacturados y en menor medida la prestación de servicios generales no gubernamentales.

## Cronología de los Presidentes municipales
- 1939-1941 Noé Tello
- 1942-1944 Pedro Espino Pérez-Nestor Bautista
- 1945-1947 Jesús Merlos Pérez
- 1948-1950 Profr. Manuel García
- 1951-1953 J. Jesús Soto Peña
- 1954-1956 Alfonso Olivares Tinajero
- 1957-1959 Rosendo Bucio Martínez-José G. Rueda Álvarez- Ramón Tello
- 1960-1962 Jesús Martínez Martínez-Jesús Díaz Bucio
- 1963-1965 Alfonso Marín-Francisco Arriaga (interino)
- 1966-1968 Amador Sandoval González
- 1969-1971 Dr. Arturo Pérez Hidalgo
- 1972-1974 Fausto González Cambrón-Francisco Arriaga (interino)
- 1975-1977 Tomás Pérez Luna-J. Trinidad López Gómez
- 1978-1980 Profr. Hever Tello López
- 1981-1983 Antonio Martínez Aritzmendi-Luis Olvera (interino)
- 1984-1986 Florencio Lemus Ramírez
- 1987-1989 Roberto Molina Loza-Profr. Felipe Barragán Cobián
- 1990-1992 Sr. Sabino Padilla Medina
- 1993-1995 Lic. Sergio López Melchor - Profra. Elba Carolina Jiménez Rueda
- 1996-1998 Arq. Sergio Solís Suárez
- 1999-2001 Ing. Everardo Padilla López
- 2002-2004 Arq. Sergio Solís Suárez
- 2005-2007 COAL. Lic. Luis Olvera Correa
- 2008-2011 Ing. José Luis Ávila Franco
- 2012-2015 Sr. Salvador Peña Ramírez- Sra. Ma. Alma Eugenia García Ramírez (interina)
- 2015-2018 C.P. Rubén Padilla Soto - Ing. Carlos Edgar González Pérez (interino)
- 2018-2024 José Luís Téllez Marín
- 2024- presente Jeovana Mariela Alcantar Baca